# Walmor de Luca
Walmor Paulo de Luca (Criciúma, 22 de março de 1938 – Florianópolis, 9 de setembro de 2019) foi um farmacêutico e político brasileiro.

## Biografia
Filho de Jorge Elias de Luca e de Gília Rizzieri de Luca, diplomou-se em farmácia pela Universidade Federal do Paraná, em 1962.
Foi casado com a deputada Ada de Luca até o fim de sua vida.
Faleceu no dia 9 de setembro de 2019 vítima de embolia pulmonar aguda.

## Carreira
Em 1966 foi vereador pela cidade de Içara.
Foi deputado à Câmara dos Deputados na 45ª legislatura (1975 — 1979), na 46ª legislatura (1979 — 1983), na 47ª legislatura (1983 — 1987) e na 48ª legislatura (1987 — 1991).